# Dexaminidae
Dexaminidae es una familia de crustáceos anfípodos marinos. Sus 133 especies se distribuyen por todo el mundo.

## Clasificación
Se reconocen los siguientes géneros agrupados en cuatro subfamilias:
- Subfamilia Dexamininae  Leach, 1814
  - Delkarlye  J.L. Barnard, 1972
  - Dexamine  Leach, 1814
  - Dexaminella  Schellenberg, 1928
  - Paradexamine  Stebbing, 1899
  - Sebadexius  Ledoyer, 1984
  - Syndexamine  Chilton, 1914
- Subfamilia Dexaminoculinae  Bousfield & Kendall, 1994
  - Dexaminoculus  Lowry, 1981
- Subfamilia Polycheriinae  Bousfield & Kendall, 1994
  - Polycheria  Haswell, 1879
  - Tritaeta  Boeck, 1876
- Subfamilia Prophliantinae  Nicholls, 1939
  - Guernea  Chevreux, 1887
  - Haustoriopsis Schellenberg, 1938
  - Prophlias  Nicholls, 1939